# Roboz Ágnes
Roboz Ágnes (Budapest, 1926. június 18. – 2021. március 23.) magyar koreográfus, balettmester, pedagógus, érdemes művész.

## Életpályája
Trojanov növendéke volt 1939–1944 között, majd 1949-ben diplomázott a Színház- és Filmművészeti Főiskola táncpedagógus szakán. 1950-1956 között a Fővárosi Operettszínház tagja volt. Drezdában, a Palucca Iskolában tanított 1958 és 1960 között, majd hazajövetele után az Állami Balettintézetben nép- és karaktertáncot oktatott 1971-ig. Férje halála után, 1971-ben a holland kulturális miniszter meghívására a hágai Conservatoriumban oktatott magyar néptáncot és más népek táncait.
Az elkövetkező 35 évben táncpedagógusként dolgozott a Brabants Conservatoriumban, az Amszterdami Színiakadémián, a Rotterdami Főiskolán, a londoni Royal Ballet Schoolban, ahol még ma is az ő szisztémája szerint tanítják a tanároknak a karaktertáncot. Tizennégy évig a kölni nyári tánctanfolyam tanára volt. Tizenöt évig oktatott a világ számos nyári tanfolyamán (Egyesült Államok, Chile, Olaszország, Dánia, Svédország, Franciaország, Finnország) és rendszeresen adott kurzusokat a Magyar Táncművészeti Főiskolán. Tanítványai voltak többek között Seregi László, Pongor Ildikó és Kiss János koreográfus-balettművészek.
Koreografált a világ egyik legjobb együttesénél, a Nederlands Dans Theaternél, a Holland Nemzeti Balettnél és számos hivatásos folklór együttesnél. 2008-ban visszaköltözött Magyarországra.
94 évesen is aktív tagja volt a hazai táncművészetnek és közéletnek: rendszeresen volt vizsgabizottsági tag, karaktertánc-kurzusokat adott, fiatal koreográfusok, alkotók patrónusa volt. 2021-ben hunyt el.

## Fővárosi Operett Színház
- Kemény Egon – Tabi László – Erdődy János: „Valahol Délen”. Nagyoperett 3 felvonásban Bemutató: Fővárosi Operettszínház (ma: Budapesti Operettszínház) 1956. március 30. Történik: 1955 körül. Színhely: Venezuela, Caracas. Főszereplők: Petress Zsuzsa, Mezey Mária, Sennyei Vera, Gaál Éva, Borvető János, Homm Pál, Rátonyi Róbert, Peti Sándor. Rendező: Dr. Székely György. Karmester: Bródy Tamás. Díszlet: Fülöp Zoltán Kossuth-díjas. Jelmez: Márk Tivadar Kossuth-díjas. Koreográfia: Roboz Ágnes.

## Díjai és elismerései
- Magyar Köztársasági Ezüst Érdemkereszt (1995)
- Pro Cultura Hungarica díj (2001)
- Magyar Táncművészek Szövetsége Életműdíja (2006)
- Érdemes művész (2008)